# Нарли
Нарли (тур. Narlı) — місто в провінції Кахраманмараш, в Туреччині. Його населення становить 7883 осіб (2009). Висота над рівнем моря — 600 м.